# يو إس إيه برو تشالنج
يو إس إيه برو تشالنج (بالإنجليزية: USA Pro Cycling Challenge)‏ هو سباق دراجات هوائية،  يُقام في أغسطس من كل عام،  وقد أُقيم أول موسم منه في 2011 في الولايات المتحدة.

## قائمة الفائزين

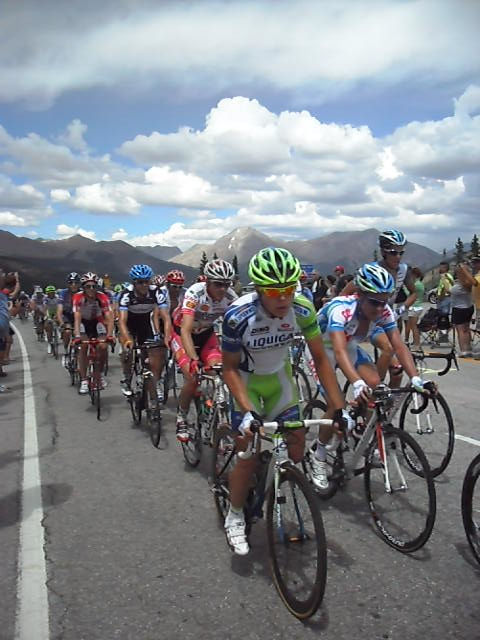
سباق الدراجات الهوائية في سباق يو أس إيه برو تشالنج

| السنة | الفائز             | الثاني             | الثالث            |
| ----- | ------------------ | ------------------ | ----------------- |
| 2011  | ليفي ليفيمير       | كريستيان فاند فيلد | تجي فان جارد إرين |
| 2012  | كريستيان فاند فيلد | تجي فان جارد إرين  | ليفي ليفيمير      |
| 2013  | تجي فان جارد إرين  | ماتياس فرانك       | توم دانيلسون      |
| 2014  | تجي فان جارد إرين  | توم دانيلسون       | سيرجي تفيتكوف     |
| 2015  | روهان دنيس         | برنت بوكوالتر      | روب بريتون        |

## وصلات خارجية
- الموقع الرسمي